# Fabrikantsøn og Proletardreng
Fabrikantsøn og Proletardreng er en dansk stumfilm fra 1911 produceret af Regia Kunstfilms Kompagni. Filmens instruktør er ukendt. Filmen er ifølge programmet fra distributøren Biorama udført og spillet af drenge fra Det Danske Spejderkorps.
Filmen havde dansk biografpremiere den 19. marts 1911 i Royal-Biografen.

## Handling
Denne artikel mangler et handlingsreferat. Hjælp os med at skrive det.